# Revolta Àrab

Bandera de la Revolta Àrab, que representa la unió dels àrabs d'Orient mitjançant els colors dels tres grans califats: el verd, color de l'islam, fou l'estendard emprat a l'època dels califes ben guiats; el blanc és el del califat omeia i el negre el del Califat Abbàssida; el vermell del triangle representa els haiximites, inspiradors i guies de la revolta. Amb el temps, l'ordre de les franges blanca i verda s'alteraria. El disseny, però, ha sobreviscut en banderes com la de Palestina (idèntica a la segona versió d'aquesta), Jordània o la República Àrab Sahrauí Democràtica, alhora que n'ha inspirat d'altres com ara les de l'Iraq, Síria, Sudan o altres estats àrabs

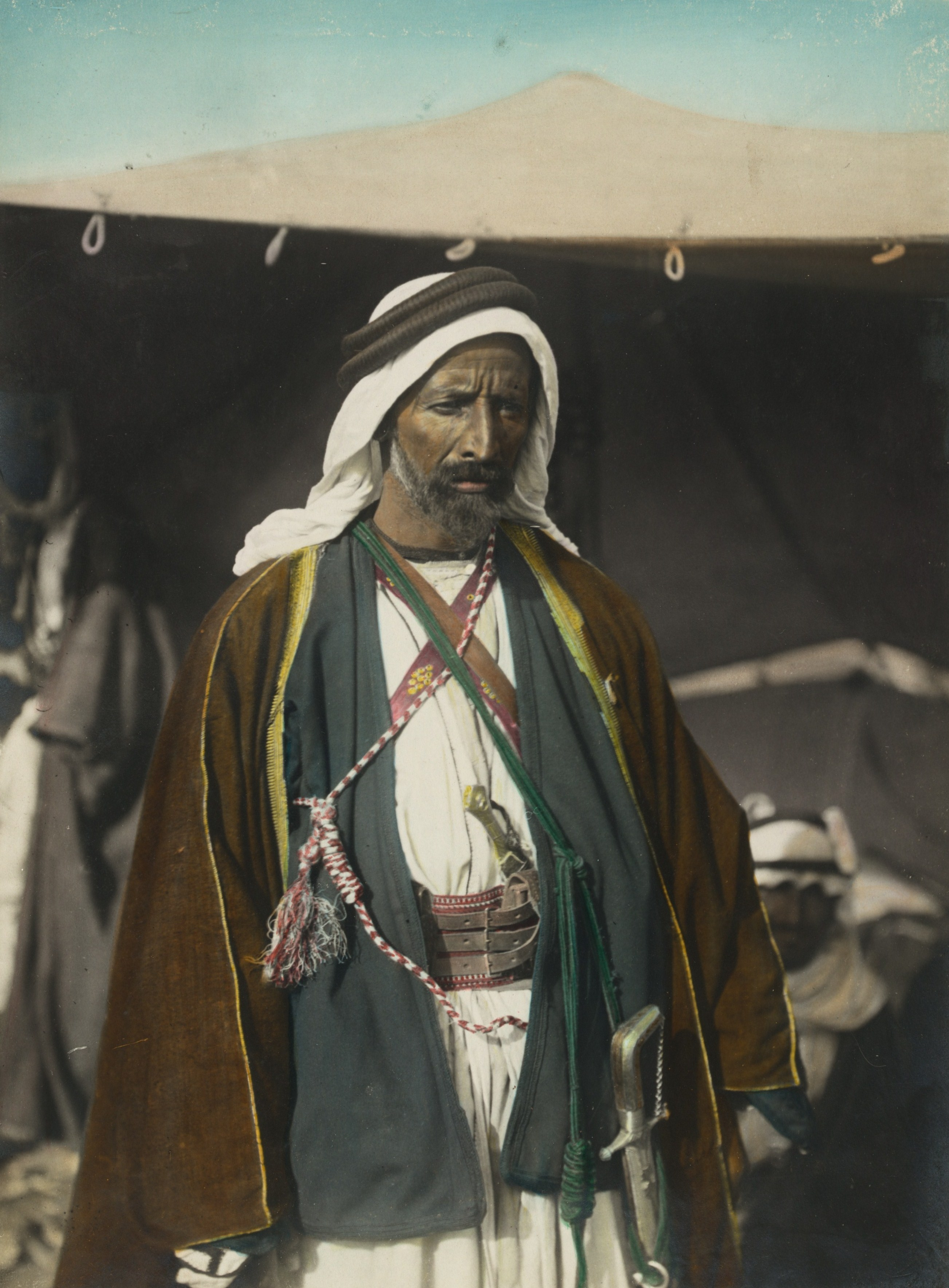
El sheik Auda Abu Tayi

La revolta Àrab (àrab: الثورة العربية, aṯ-Ṯawra al-ʿArabiyya; turc: Arap İsyanları) fou una rebel·lió iniciada pel xerif de la Meca, el sàyyid Hussein bin Ali, contra l'Imperi Otomà amb l'objectiu de crear un estat àrab unificat des de la ciutat d'Alep, a Síria, fins a Aden, al Iemen. La revolta durà dos anys, des de 1916 fins a 1918, i forjà un efímer regne àrab que fou substituït ràpidament per la divisió colonial d'Orient Mitjà, que pervisqué fins al segle xxi.

## Els àrabs sota l'administració otomana
A principis del segle xx, l'Imperi Otomà havia perdut la major part de les seves possessions europees. Per tal de reforçar-ne les asiàtiques, des de 1908 i sota la influència de l'elit nacionalista dels Joves Turcs, es plantejà establir aliances més sòlides amb el grup ètnic més nombrós de l'imperi després del turc: els àrabs. La idea era dur a terme una progressiva transformació que portés l'imperi a un model bicèfal, similar al de l'Imperi Austrohongarès. No obstant això, els àrabs vivien des de feia dècades la Nahda o renaixement cultural, que portava també la formació d'una consciència nacional oposada a la difusa identitat otomana i, fins i tot, al fet de compartir la mateixa fe islàmica, oficial a l'imperi i comuna a la major part de la població. Aquest nacionalisme àrab naixent fou inicialment de tipus cultural, i només amb el temps es concretà en reivindicacions d'autogovern. En totes les capitals àrabs de l'imperi sorgiren fòrums i organitzacions nacionalistes, les activitats de les quals foren reprimides per les autoritats. Tot i així, la seva força obligà l'administració otomana a transigir en certs casos. Un dels màxims exponents d'aquest moviment fou el Congrés Panàrab celebrat a París el 1913. Un element de relativa importància en aquests enfrontaments polítics a la regió fou la construcció d'una línia ferroviària, el Ferrocarril del Hijaz, que connectava les ciutats de Damasc i Medina. Motivat en l'excusa de facilitar la peregrinació a La Meca, en realitat permetia una ràpida mobilització de les tropes otomanes, raó per la qual els àrabs ho interpretaren com la darrera eina del control imperial.
En esclatar la Primera Guerra Mundial, el sultà otomà Mehmet V, com a califa o cap de l'islam, cridà els seus súbdits musulmans a la yihad contra els aliats (França, la Gran Bretanya i l'imperi Rus). La intenció, d'altra banda habitual, de manipular el sentiment religiós dels musulmans a favor dels interessos de les potències centrals trobà gran resistència en molts àrabs, que, en canvi, van veure en el conflicte mundial una gran oportunitat per desfer-se del control otomà.

## Revolta
El rei Hussein ibn Ali de La Meca, figura de prestigi, pare de dos representants àrabs a les institucions d'Istanbul —Abd-Al·lah, sots president del Parlament, i Faisal, diputat per Jedda—, havia estat ja temptejat pel Regne Unit de la Gran Bretanya i Irlanda mitjançant el seu fill Abd-Al·lah com a possible aliat contra els otomans en cas de guerra.
En esclatar el conflicte, Kitchener intentà provocar l'aixecament de les tropes del rei amb un missatge enviat per l'alt comissari britànic al Caire, en què es deia que «si la nació àrab es col·loca al seu costat en aquesta guerra, Anglaterra […] donarà als àrabs tota l'ajuda necessària contra una agressió estrangera». Era l'oportunitat, tant per al rei com per als nacionalistes àrabs, de crear un estat propi, alliberat de la tutela otomana i vist amb bons ulls pels aliats, que agrupés tots els àrabs de l'imperi. Aquest primer contacte derivà en una correspondència entre Hussein i Henry McMahon, alt comissari britànic al Caire, entre 1915 i 1916. El rei va voler concretar l'oferiment britànic en la constitució d'un regne àrab que comprengués la península Aràbiga i les terres de les actuals Síria, Líban, Palestina, Jordània i Iraq. Després d'algunes reticències, la part britànica acceptà la idea, tot i que imposant certes retallades territorials, al marge de les quals «la Gran Bretanya està preparada per a reconèixer i donar suport a la independència dels àrabs en totes les regions compreses dins de les fronteres proposades pel rei de La Meca» (carta del 24 d'octubre de 1915). Els territoris exclosos eren els considerats com a estratègics pels aliats: el litoral mediterrani de l'actual Síria, el Líban i el sud de l'Iraq.
Amb totes aquestes garanties, el 5 de juny de 1916, dos dels fills de Hussein, els emirs Alí i Faisal, van començar la revolta atacant la guarnició otomana a Medina, però van ser derrotats per una defensa turca agressiva liderada per Fakhri Pasha. La revolta pròpiament dita va començar el 10 de juny de 1916, quan Hussein va ordenar als seus partidaris que ataquessin la guarnició otomana a la Meca. Com a resposta, un exèrcit turcoalemany es preparà per desplaçar-se cap a Medina. Les tropes àrabs, al seu torn, alliberaren primer La Meca i poc després Medina, que era la seu de la guarnició otomana a l'Hijaz. Amb certs atacs al Ferrocarril del Hijaz, aïllaren les tropes turques del Iemen: impediren així l'arribada de nous contingents a la regió. Al juny de 1917 prengueren el port d'Àqaba (actualment a Jordània), cosa que va facilitar l'arribada d'avituallament per a l'exèrcit àrab i els atacs aliats a la regió. La rebel·lió avançà cap al nord: prengué Jaffa, a la costa palestina, el 17 de novembre de 1917. Un mes més tard el general Allenby prengué Jerusalem.
Al setembre de 1918, les tropes àrabs entraren a Damasc, on s'intentaren crear les primeres institucions del nou Regne àrab.

## Els projectes colonials
El juny de 1916, els britànics van enviar oficials per ajudar a la revolta al Hijaz, sobretot el coronel Cyril Wilson, el coronel Pierce C. Joyce i el tinent coronel Stewart Francis Newcombe, i també hi va participar Herbert Garland. A més, es va enviar una missió militar francesa comandada pel coronel Édouard Brémond. Els francesos disposaven d'oficials musulmans com el capità Muhammand Ould Ali Raho, Claude Prost i Laurent Depui. El capità Rosario Pisani de l'exèrcit francès, encara que no era musulmà, també va tenir un paper notable en la revolta com a oficial d'enginyeria i artilleria amb l'exèrcit àrab del nord.
El govern britànic a Egipte va enviar un jove oficial, el capità Thomas Edward Lawrence, més conegut com a Lawrence d'Aràbia, a treballar amb les forces haiximites al Hijaz l'octubre de 1916. La seva missió fou la de coordinar l'avenç àrab amb els objectius dels aliats. En les seves memòries, Els set pilars de la saviesa, Lawrence afirmà creure de manera sincera en la promesa britànica de donar suport a la creació de l'estat àrab, una promesa que, com el temps no trigaria a mostrar, resultà falsa. Els Acords de Sykes-Picot de 1916 dividiren tota la regió entre França i la Gran Bretanya, alhora que la Declaració Balfour de 1917 mostrà el suport britànic a la creació de la «casa nacional jueva» a Palestina.
Els acords van romandre en secret fins que la Revolució Russa portà els bolxevics al poder i els feren públics. Els otomans denunciaren llavors la maniobra aliada i proposaren als àrabs un estatut d'autonomia. Malgrat tot, el final de l'imperi era inexorable, i el 30 d'octubre de 1918 Istanbul signà l'armistici de Mudros amb les potències aliades.
Per sortir de la situació creada per la publicació dels acords Sykes-Picot, britànics i francesos feren una declaració conjunta el 9 de novembre, en la qual afirmaren que l'objectiu que perseguien era «l'alliberament complet i definitiu dels pobles oprimits pels turcs durant tant de temps», «animant i ajudant» a l'establiment de «governs i administracions indígenes a Síria i Mesopotàmia» en els territoris alliberats. Insistiren que no pretenien «imposar» als pobles locals «unes o altres institucions», sinó «assegurar, mitjançant la seva ajuda i una assistència eficaç, el funcionament normal dels governs i administracions que els àrabs es constitueixin lliurement». El text sembla donar suport a les pretensions d'autodeterminació que animaren la revolta Àrab, però al mateix temps parla de governs i administracions, en plural, de Síria i de Mesopotàmia per separat i d'assistència, el que remet a la intenció de dividir el territori en zones d'influència i establir mandats i tuteles sobre els governs locals. En definitiva, encara que sembli el contrari, es tractà d'una reafirmació dels acords de Sykes-Picot. La idea de la tutela estrangera, d'altra banda, va ser avalada per la nova Societat de Nacions (juny de 1919), ja que, dins de la idea general que existien nacions «avançades» i nacions «endarrerides», es referia específicament a les antigues comunitats otomanes per dir que podien constituir-se en estats independents sempre que un país «mandatari» dirigís la seva administració «fins al moment en què poguessin conduir-se per si mateixes».

## L'efímer Estat àrab (1918-1920)
En aquells dies, des de la Damasc alliberada dels otomans, els àrabs organitzaren el projectat estat sota el control de l'emir Faisal. L'estat hagué de fer front, des del seu naixement, a la negativa aliada a permetre que la seva autoritat s'estengués fins a la costa mediterrània, considerada estratègica per britànics i francesos tal com s'havia establert a la correspondència entre Hussein ibn Ali i Henry McMahon i als acords de Sykes-Picot. Bàsicament, es tractava de la costa de la Síria històrica, és a dir, de les actuals Síria i Líban. Faysal acabà per acceptar aquesta retallada i la tutela francesa sobre Síria, que semblaven inevitables, a la conferència de pau de París (novembre de 1919), on acudí com a representant àrab. Aquesta decisió, però, contrarià les resolucions del Congrés Àrab, que s'havia reunit aquell mateix estiu a Damasc i s'havia oposat a qualsevol divisió o interferència estrangera. Un segon congrés Nacional, constituït en Parlament, es refermà en aquesta oposició i proclamà, el 7 de març de 1920, la independència de Síria «dins dels seus límits naturals». Faysal es convertí en el cap del nou estat, regit per una constitució democràtica. Malgrat les seves reclamacions al territori d'una Gran Síria, el govern de Faisal controlava una àrea limitada i depenia de la Gran Bretanya que, juntament amb França, generalment s'oposaven a la idea d'una Gran Síria i es va negar a reconèixer Faisal com a rei. El regne es va rendir als francesos el 24 de juliol de 1920.

## El repartiment d'Orient Mitjà
Els successius tractats signats (com ara la Conferència de San Remo o el tractat de Sèvres, ambdós de 1920) serviren de suport legal dels interessos colonialistes i establiren, malgrat tot, el repartiment definitiu de la regió entre les dues grans potències. En poc de temps, aquesta divisió fou segellada per una resolució de la Societat de Nacions, i el text dels mandats fou aprovat el 1922. Vuitanta mil soldats francesos desplegats a Síria obligaren Faysal a exiliar-se, fet que establí definitivament el mandat francès sobre el país. Amb el temps, els francesos dividiren el país en diferents estats independents (com ara el Líban) i regions autònomes, tot i que més tard es van veure forçats a desfer algunes d'aquestes divisions. A la zona britànica, les províncies otomanes de Mosul, Bagdad i Bàssora s'uniren per formar una nova entitat coneguda com a Iraq, sota mandat britànic, al tron del qual col·locaren el príncep Faysal. Palestina també quedà en mans dels britànics, que es comunicà amb l'Iraq per un passadís al desert anomenat Transjordània (més endavant Jordània), amb el príncep Abdal·là com a rei. D'aquesta manera quedà conformat el mapa d'Orient Mitjà per a les dècades següents.
En l'actualitat, els haiximites descendents de l'emir Abdal·là segueixen governant a Jordània. Aquest país, malgrat haver estat creat del no-res, ha mostrat una sorprenent estabilitat. Precisament, la monarquia jordana és, segurament, la institució que més es proclama com a hereva de la revolta Àrab.